# 4804 Pasteur
4804 Pasteur è un asteroide della fascia principale. Scoperto nel 1989, presenta un'orbita caratterizzata da un semiasse maggiore pari a 2,6920128 au e da un'eccentricità di 0,1157472, inclinata di 8,63813° rispetto all'eclittica.
L'asteroide è dedicato al chimico francese Louis Pasteur.